# Jorge Sanjinés
Jorge Sanjinés (ur. 31 lipca 1936 w La Paz) – boliwijski reżyser, scenarzysta i montażysta filmowy. W swojej twórczości wykazywał inspirowane marksizmem zaangażowanie społeczne i umieszczał w centrum zainteresowania kolektyw zamiast indywidualnego bohatera, portretując życie biednych andyjskich chłopów. 
Zasłynął filmem Krew kondora (1969), w którym podjął temat przymusowej sterylizacji indiańskich kobiet przez zagraniczny korpus pokojowy. Obraz miał swoją premierę na 30. MFF w Wenecji oraz zdobył główną nagrodę Złotego Kłosa na MFF w Valladolid. Był to pierwszy międzynarodowy sukces artystyczny kinematografii boliwijskiej.
Późniejsza Odwaga ludu (1971) powracała do masakry na protestujących górnikach w San Juan. Obraz nagrodzono w sekcji "Forum Nowego Kina" na 22. MFF w Berlinie. Tajemny naród (1989) zdobył zaś Złotą Muszlę na MFF w San Sebastián.